# Radstädter Tauernpas
De Radstädter Tauernpas is een 1738 meter hoge bergpas in de Oostenrijkse Niedere Taueren.
De pas maakt deel uit van de Katschberg Straße een Oostenrijkse noord-zuidverbinding. Met de bouw van de Tauern Autobahn en de Tauerntunnel (net ten westen van de Radstädter Tauernpas) is het belang van de pas afgenomen.
Arlberg · Bielerhöhe · Brenner · Fern · Flexen · Gerlos · Großglockner · Hahntennjoch · Katschberg · Kühtai · Pfitscherjoch · Plöcken · Radstädter Tauern · Reschen · Seefeld · Sölk · Staller Sattel · Timmelsjoch · Triebener Tauern · Turracherhöhe · Zeinis